# سامسونگ اس‌جی‌اچ-دی۷۰۰
سامسونگ اس‌جی‌اچ-دی۷۰۰ یک نمونه از گوشی‌های تلفن همراه سری D شرکت سامسونگ می‌باشد که توسط همین شرکت به بازار عرضه شده‌است.